# Joachim Klinger
Joachim Klinger (* 18. April 1932 in Dortmund; † 1. Februar 2024 in Berlin) war ein deutscher Jurist, Lyriker, Karikaturist und Illustrator.
Klinger lebte mehr als vierzig Jahre in Hilden (Rheinland), danach in Berlin.

## Leben und Werk
Bereits in seiner Jugend zeichnete Klinger als guter Beobachtungen des Menschen Typen und Charaktere.

### Ausbildung
Klinger studierte ab 1952 in Münster und Tübingen Jura. Schon als Werkstudent im Blechwalzwerk bei der Dortmund-Hörder Hüttenunion (DHHU) zeichnete er seine Kollegen. Er promovierte in Tübingen.

### Filmreferent
Klinger war 30 Jahre lang – zuletzt als Leitender Ministerialrat – im Kultusministerium des Landes Nordrhein-Westfalen tätig. Er war verantwortlich für Theater, Film und Internationales.
Als Filmreferent des Landes NRW im Kultusministerium – unter Minister Hans Schwier – war er maßgeblich daran beteiligt, dass aus dem damaligen Filminstitut 1979 das heutige Filmmuseum Düsseldorf entstanden ist.
Als Präsident der Jury des Kultusministers von Nordrhein-Westfalen vergab er in Oberhausen Jahr für Jahr den Preis für „den besten Film mit bildungspolitischem Thema“.

### Künstlerisch
Er arbeitete künstlerisch als Maler, Zeichner, Karikaturist und Buchillustrator und verfasste Gedichte. Seine Gedichtbände versah er mit eigenen Illustrationen; außerdem illustrierte er Werke anderer Autoren des Grupello Verlags.
Als lyrischer Autor des Grupello Verlages ließ Klinger beispielsweise in seinen Versen die Dichter Morgenstern und Ringelnatz aufeinandertreffen.
Joachim Klinger war ab 1987 Mitglied der Guardini Stiftung.
Im Hildener Wilhelm-Fabry-Museum befindet sich eine mehr als 360 Arbeiten umfassende Sammlung von Karikaturen und Zeichnungen Klingers.
Karikaturen und Bildgeschichten von ihm erschienen regelmäßig im Kulturmagazin Musenblätter. Bis zu seinem Tod 2024 sind in den Musenblättern über 610 Graphiken, Zeichnungen, Gedichte erschienen. Seine Serie „Julle und Vatz“karikatiert den Dialog zwischen „Vater und Tochter“. Er setzte sich mit Jugend und Alter auseinander. Bei seiner Serie „Bildbetrachtungen“ zeichnete er mit hintergründigem Humor die Gesichtsausdrücke von Bildbetrachtern. Seinen Künstlerkollegen widmete er einzelne Musenblätter.
Der Humorpark in der Eremitage in Waghäusel bekam 17 Karikaturen von Joachim Klinger geschenkt und stellt sie in seinem Museum aus.

### Ausstellung
Zu seinem 85. Geburtstag veranstaltete das Wilhelm-Fabry-Museum in Hilden vom 5. März bis 23. April 2017 eine monographische Ausstellung mit Werken des Künstlers als Hommage an sein Leben aus verschiedenen Zyklen und Werkabschnitten.
Neben Typen und Charakteren wurden Ansichten französischer und italienischer Landschaften ausgestellt. Von seiner Reise mit dem Zirkusunternehmer Roncalli nach Moskau brachte er überspitzt gezeichnete Charaktereigenschaften typischer Protagonisten, wie Dompteure, Clowns und Jongleure mit.
Ein Nachruf auf Joachim Klinger, der am 1. Februar 2024 in Berlin verstorben ist, ist in den Musenblättern und auf der Seite „Düsseldorf-Kunst & Kultur“ abgedruckt.

## Werke (Auswahl)

### Autor der Bücher
- Prozess und Zeichnung – Justizkarikaturen. Ratingen, Kastellaun, Düsseldorf 1972.
- Freispruch für die Karikatur – ein Plädoyer für „Die bucklige Tochter der Zeichenkunst“. Grupello Verlag, Düsseldorf 1999, ISBN 3-933749-26-3.
- In Hafenkneipen trifft sich gern der Ringelnatz mit Morgenstern. Lyrische Kapriolen und Karikaturen. Grupello Verlag, Düsseldorf 2002, ISBN 3-933749-76-X.
- Morgensterns Kater, Ringelnatzens Pinguin. Fortgesetzte lyrische Kapriolen und Karikaturen. Grupello Verlag, Düsseldorf 2004, ISBN 3-89978-024-8.
- Wadenkrampf bei Waterloo – Eskapaden und Balladen. Grupello Verlag, Düsseldorf 2007, ISBN 978-3-89978-040-6.
- Palmströms Taschentuch und Korfs Galoschen. Gedichte mit Zeichnungen. Grupello Verlag, Düsseldorf 2007, ISBN 978-3-89978-071-0.
- Der Kampf um’s K – Für kluge Kinder 2008. Hilden 2008
- Pegasus und Flügelschwein. Gedichte mit Zeichnungen. Grupello Verlag, Düsseldorf 2009, ISBN 978-3-89978-120-5.
- Kunstliebhaber. Joachim Klinger, Hilden 2010, ISBN 978-3-940710-13-0.
- Buchliebhaber. Joachim Klinger, Paderborn 2010, ISBN 978-3-928060-65-3.
- Kleinod oder Kultklamotte im Museum Bergamotte. Gedichte und Illustrationen. Grupello Verlag, Düsseldorf 2012, ISBN 978-3-89978-163-2.
- Franz und Franziska – ein altes Ehepaar. Klinger, Berlin 2013.
- Sieh mich an! Joachim Klinger, Berlin 2014.
- Wie geht’s? Klinger, Berlin 2016.
- mit Werner Biedermann: Mit Gefühlen ist das so eine Sache... Köln 2016, ISBN 978-3-944427-16-4.
- mit Werner Biedermann: Das Leben ist wie eine Schachtel Pralinen... Schwerte 2005, ISBN 3-927382-51-5.
- Felizitas. (Skizzen über ein schlagfertiges Kind unserer Zeit zum Liebgewinnen.) Joachim Klinger, Berlin 2017.
- Was wären wir ohne Tiere? Gedichte und Zeichnungen. Grupello Verlag, Düsseldorf 2017, ISBN 978-3-89978-291-2.
- Kirche und Karikatur. Joachim Klinger, Berlin 2017.
- Mit dem Tod, mit dem Engel. Joachim Klinger, Berlin 2018.
- Reise in das Ungefähre – Lyrische Spätlese, mit Zeichnungen des Autors. 1. Auflage. Grupello Verlag, Düsseldorf 2018, ISBN 978-3-89978-320-9.[15]
- Die Fortsetzung des Märchens vom Gestiefelten Kater. Text und Bilder. Berlin 2019.
- Ich kann mehr als du. Erzählung mit elf Bildern. Berlin 2019.
- Großer Tusch für Wilhelm Busch. Einführung und Illustrationen zu Versen von Wilhelm Busch, gewidmet Bruno Kehrein, Grupello Verlag. Berlin 2020.
- Wie sah Goethe aus? What did Goethe look like? Taschenbuch mit 53 Zeichnungen. Zweisprachig. Verlag Königshausen und Neumann, Würzburg 2021, ISBN 978-3-8260-7391-5.
- Hilde & Hugo. Ein Comicstrip. Lindemanns Bibliothek Band 383. 2021 Lindemanns. ISBN 978-3-96308-130-9.
- Deine Katze liebt dich. Zeichnungen, gewidmet Judith Klinger. Berlin 2021.

### Filmporträt
Als Joachim Klinger 1994 in den Ruhestand ging, drehte Werner Biedermann zusammen mit Tom Alker über ihn ein Filmporträt: „Die zwei Welten des Dr. K.“